# 東京国際フォーラム
東京国際フォーラム（とうきょうこくさいフォーラム、英: Tokyo International Forum）は、東京都千代田区丸の内に所在する公的総合文化施設。東京の代表的国際コンベンションセンターの一つ。1997年1月10日に開館し、株式会社東京国際フォーラム（完成当時は財団法人東京国際交流財団）が運営する。
旧東京都庁舎の跡地に建設された（線路の反対側の第3庁舎部分は住友不動産丸の内ビルになっている）。設計は渡辺邦夫が手掛けている。7つのホール、展示ホール、33の会議室、店、レストラン、太田道灌の像（都庁所在時から引き続き設置）などを備えており、様々なイベントや展示が開催されている。2020年東京オリンピックの競技会場のひとつである。

## 建築
国際建築家連合(UIA)の基準に基づく国際公開コンペが初めて日本で行われ、設計者は建築家のラファエル・ヴィニオリに決まった。ガラスの吹き抜けホール（ガラス棟）は「船」を題材にしており、その巨大な外観と共に、船の骨格のような構造を露出した内部が特徴となっている。建物の曲線は山手線の線路の曲線と平行しており、また中庭のような広場が中央部に配置されている。

### 概要
- 設計者： ラファエル・ヴィニオリ（Rafael Viñoly）
- 構造設計：渡辺邦夫
- 設備設計：森村設計
- 所在地： 東京都千代田区丸の内三丁目5番1号
- 開館年： 1997年1月10日 [1]
- 階数： 地上11階、地下3階
- 建築面積： 21,000m2
- 延床面積： 145,000m2
- 敷地面積： 27,000m2
- 総工費： 1,647億円（用地費は除く）

### 各施設
ホールA
世界で有数の規模となる屋内コンサートホールで、客席数は2層構造で5,012席。8か国語同時通訳システム、AVネットワーク、音響設備、舞台機構も完備。
ホールB7
Bブロック最上部にあたる7・8階にある面積1,400m2の平土間形式のオープン・スペース。可動式の間仕切りで分割しての使用も可。8か国語同時通訳システムなどを完備。
ホールC
コンサート向けのホールで、客席数は3層構造で1,502席。音響反射板や残響可変装置など、高度な音響設備を完備。
ホールD7
引出し式の座席など採用した多目的ホール。

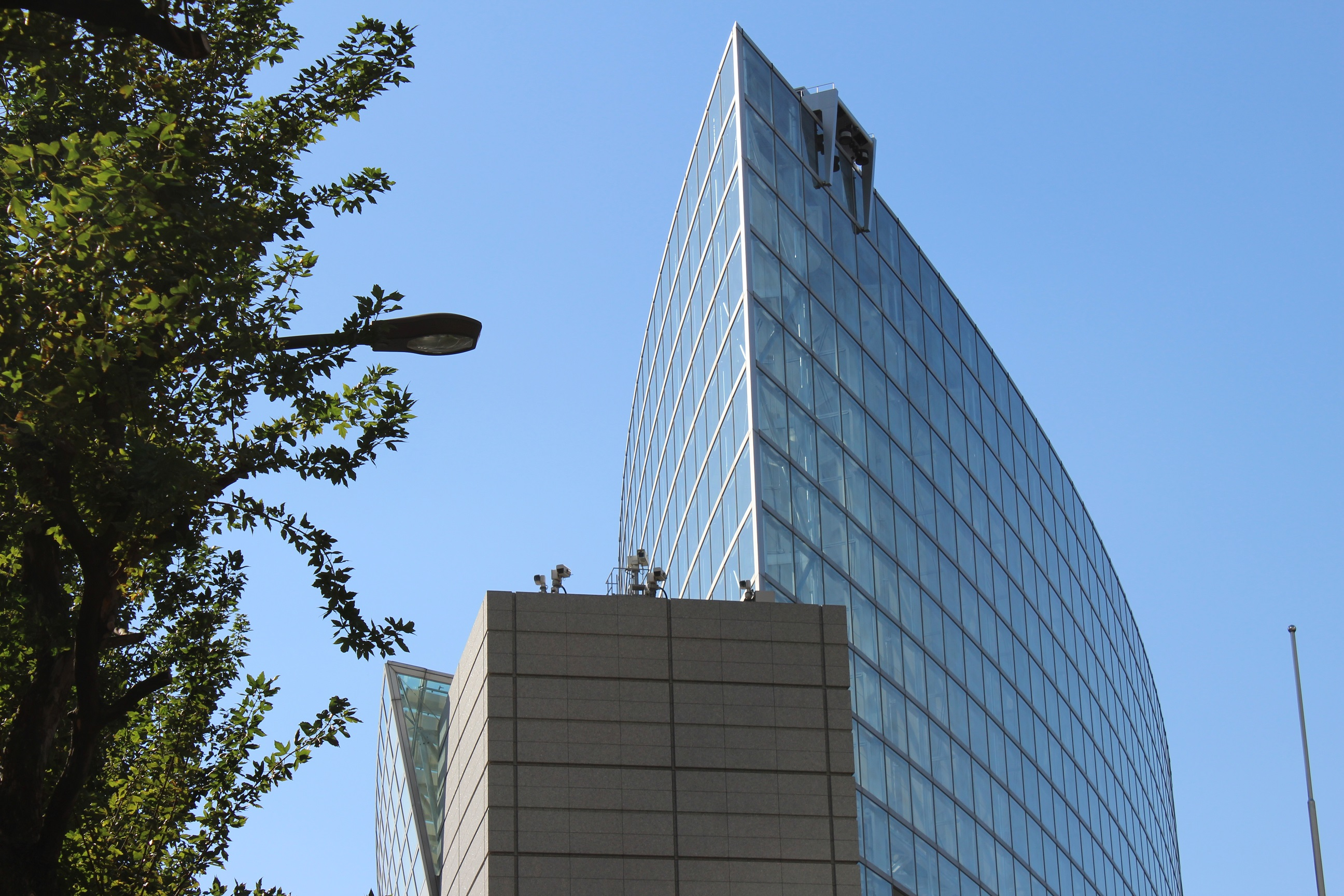
外部情報カメラ
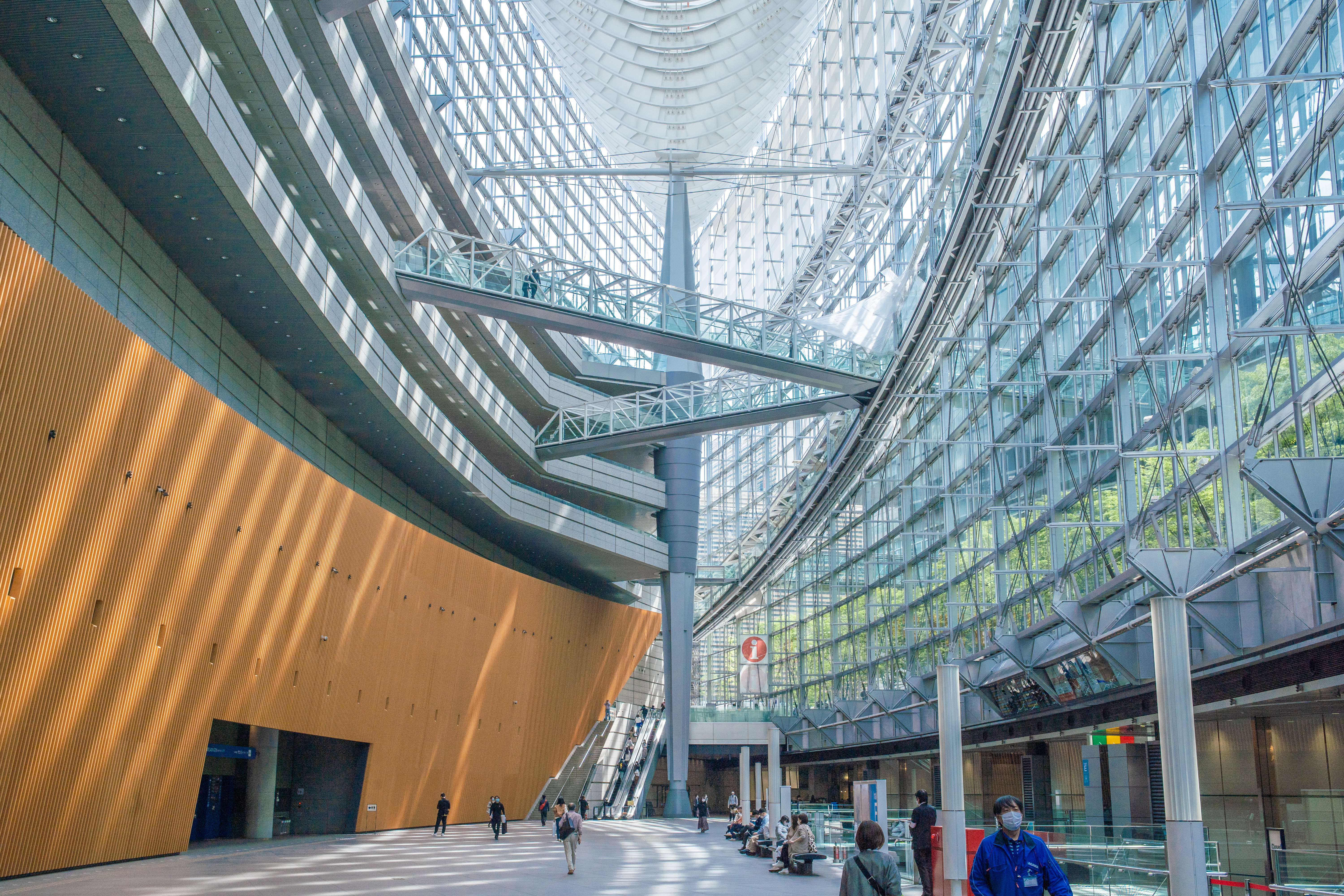
ガラス棟内観
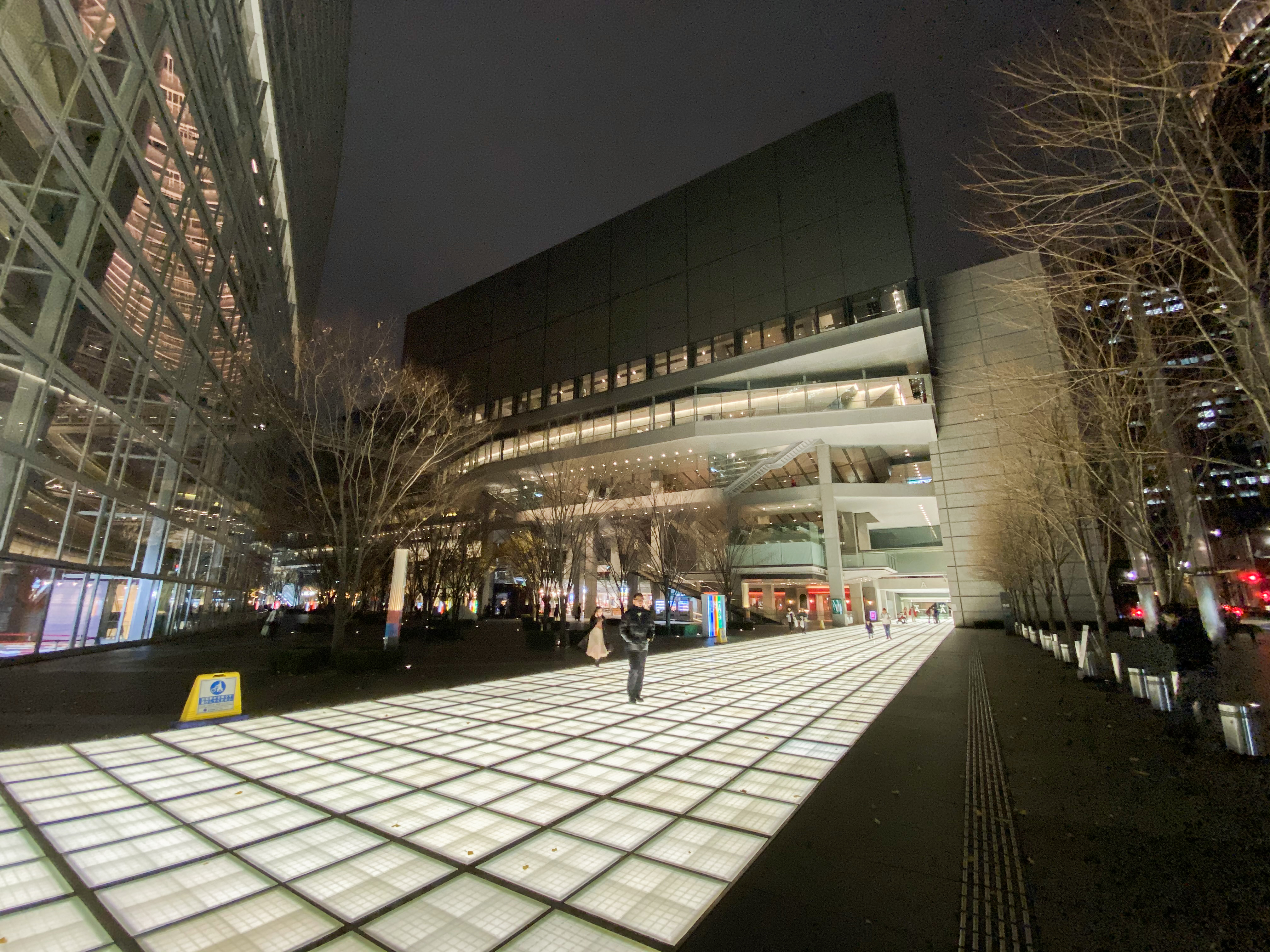
ホールA
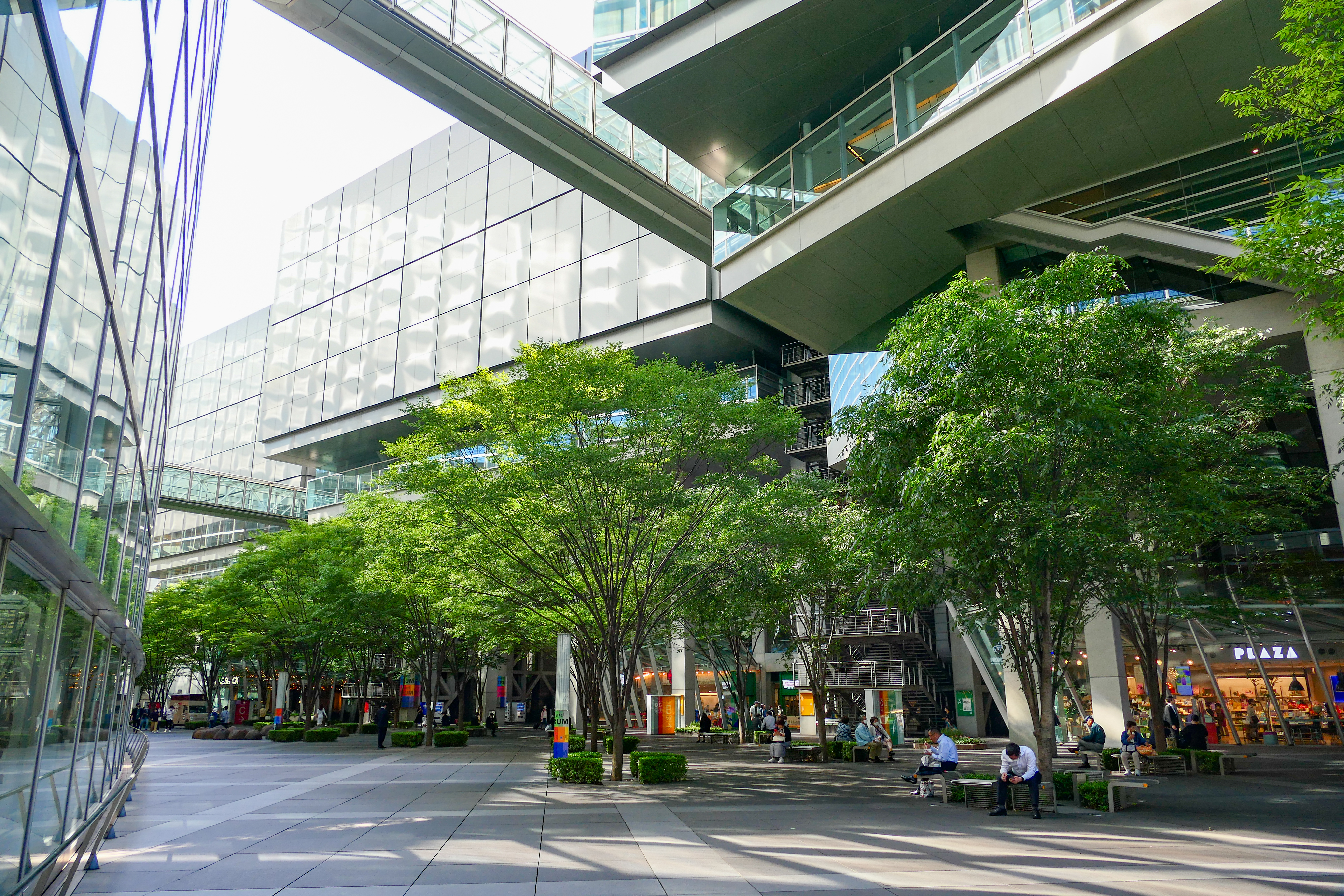
東京国際フォーラム前広場
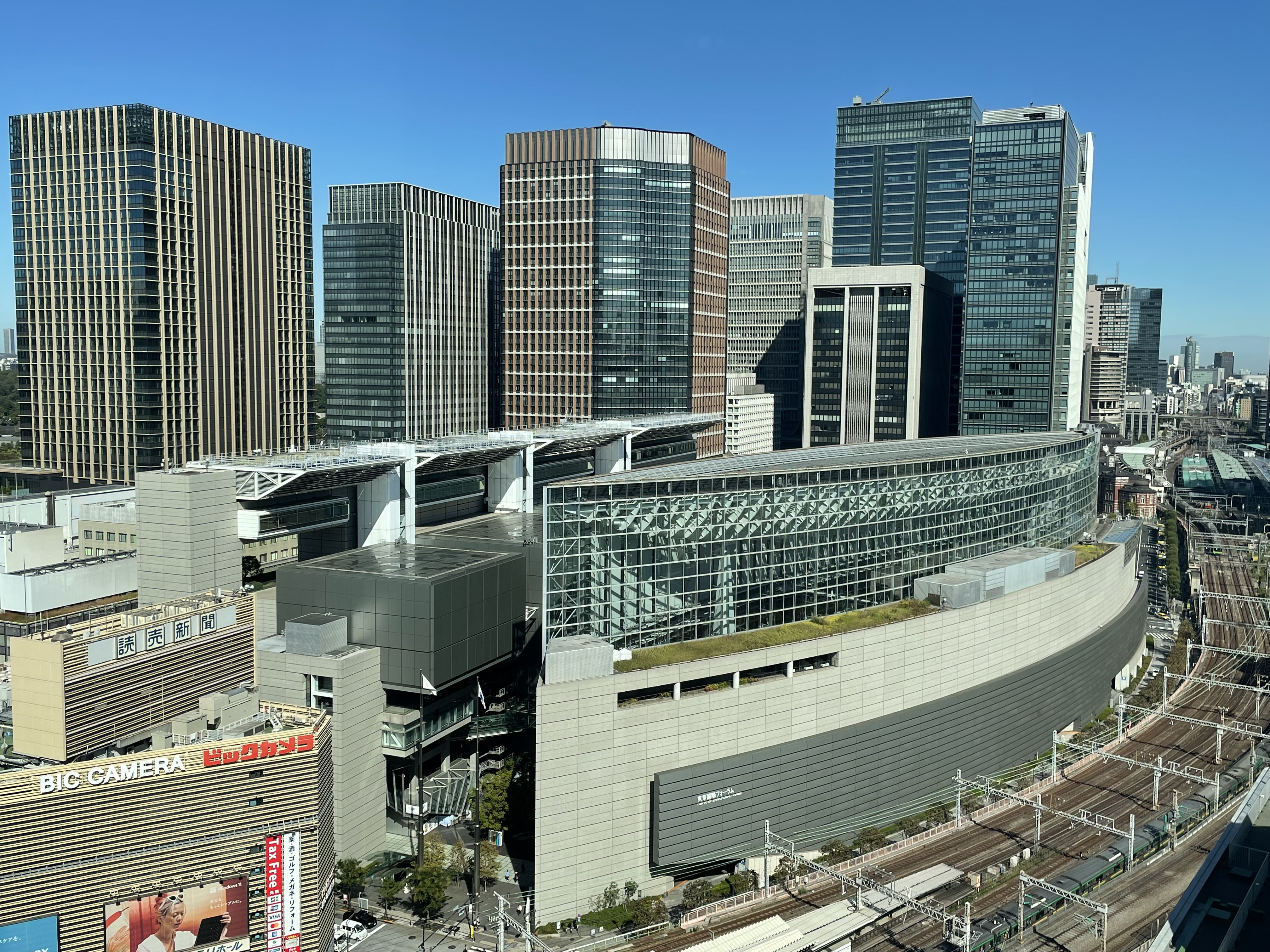
東京国際フォーラム全景。並行する線路に沿った形状をしている。

## 運営
2003年7月に民間企業の資金・人材・ノウハウを積極的に活用し、収益性・経営の効率性を向上させることを目的として財団法人東京国際交流財団から第三セクター法人の株式会社東京国際フォーラムへ事業が譲渡され、丸紅社長・会長を経て、2002年から財団法人東京国際交流財団の経営顧問を務めていた鳥海巌が社長に就任。民間の経営手法を取り入れ、黒字化を達成した。

## 株主
- 東京都
- 東日本旅客鉄道株式会社（JR東日本）
- 三菱地所株式会社
- サントリーホールディングス株式会社
- 株式会社電通
- 東京電力ホールディングス株式会社
- 東日本電信電話株式会社（NTT東日本）
- 東京瓦斯株式会社（東京ガス）

## イベント開催例

### 東京国際フォーラム主催分
ラ・フォル・ジュルネ・オ・ジャポン 「熱狂の日」音楽祭
毎年ゴールデンウィークに実施されるクラシック音楽コンサート。東京国際フォーラム全館を使用してフルオーケストラからアンサンブル、ソロまで期間中200以上の公演が行われる。1公演は1時間程度、入場料1500円から。
丸の内キッズジャンボリー東京国際フォーラム開館10年記念事業として2007年より始った、夏休みの子ども対象イベント。株主企業などの社会貢献・文化活動を子ども向けのカリキュラムとして構成した多数のセミナーやワークショップが実施される。また展示ホールではステージパフォーマンスやアドベンチャーコーナーなどを実施。入場無料。（外部リンク参照）
HARMONIA［ハルモニア］TIF光と音のハーモニー
東京国際フォーラムの年末イベント。2006年の年末から実施されている。展示ホールで音楽コンクールや舞踏会などのイベント、カウントダウンコンサートが行われる。11月中旬からはクリスタル・イルミネーションで地上広場が輝く。
フォーラム・ミレナリオクラブ2005
東京ミレナリオの期間にあわせ、2005年12月24日-31日に開催されたイベント。ガラス棟全体を刻一刻と変化させる長谷川章氏の光のデジタルアート掛け軸やカウントダウンコンサートなどが実施された。

太田道灌像
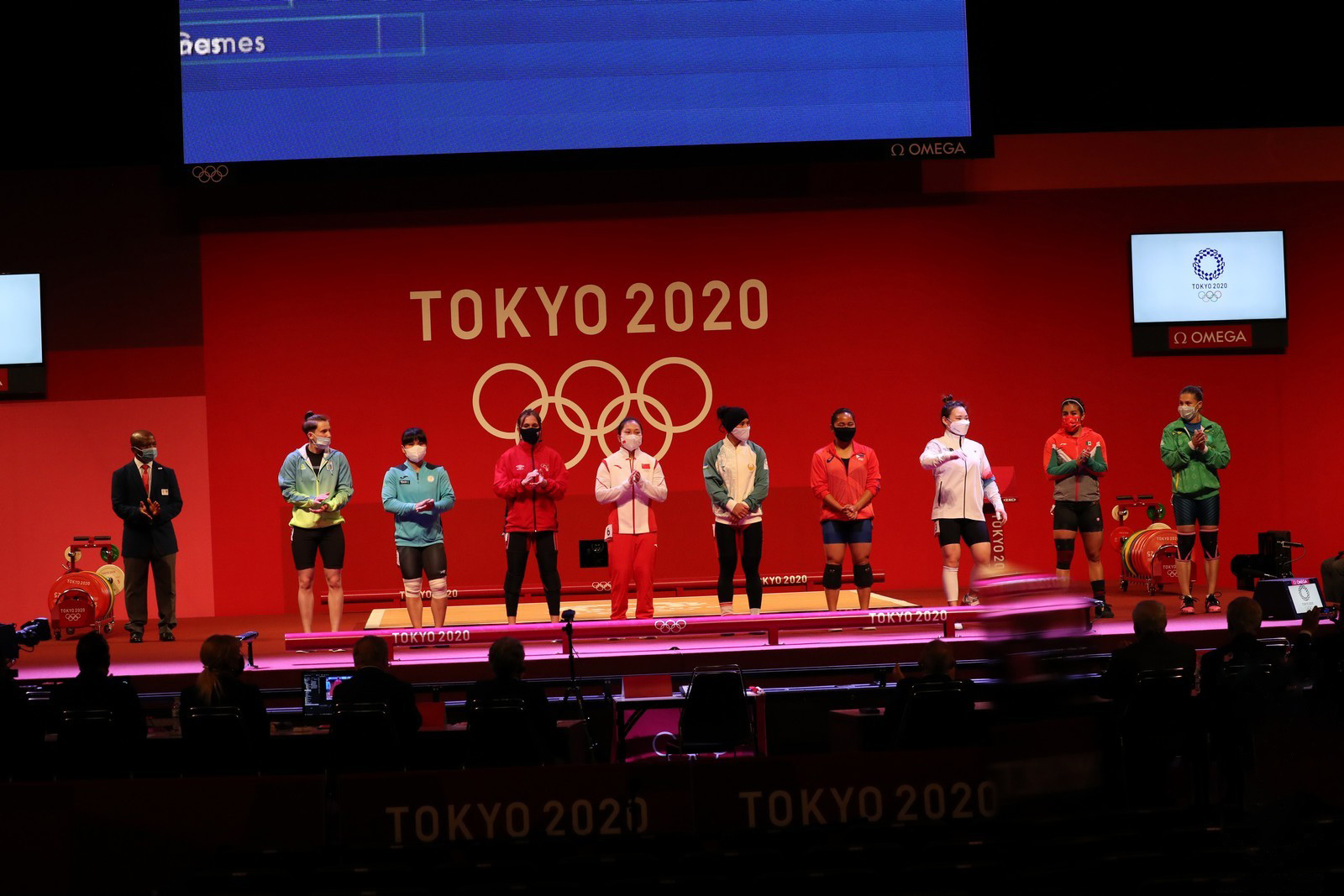
2020東京オリンピックの重量挙げ会場となる

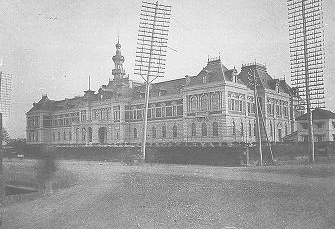
明治時代、東京府庁舎が建っていた。

### 外部団体主催（貸館）分
- 毎年春に東京に本部を置く多くの私立大学の入学式・学位記授与式が開催。
- 2011～2013年の各年12月中旬または下旬：一般参加型の「TOKYO FM 夢の第九コンサート」をホールAで開催。
- 2012年4月6日：当施設初のスポーツイベントとしてWBCダブル世界戦（帝拳プロモーション主催）をホールAで開催[4]。
- 2012年10月12日 - 14日：国際通貨基金（IMF）・世界銀行年次総会[5]。
- 2021年12月31日に開催・放送された『第72回NHK紅白歌合戦』では、NHKホールの改修工事に伴い当会場で代替開催[6]。加えて『うたコン』も同じ理由で東京制作分は同年3月9日 - 2022年6月の間当会場を使用して開催・放送していた[注 1]。

## 設備等

### 改修と更新
- 2009年（平成21年）から東京国際フォーラムでは中期修繕10カ年計画に基づく大規模改修工事が実施された[7]。
- 2013年（平成25年）2月10日、ホールAにて開催された声優の戸松遥のコンサート「戸松遥 second live tour Sunny Side Stage!」の最中、18時36分頃に2階席先端バルコニーライト収納部に設置されている舞台照明機材の一部（重さ約18.5kg）が固定金具の破損により落下し、1階席で鑑賞していた男性客1名に直撃し肩などを負傷、救急車で病院に救急搬送されたがコンサートはそのまま続行された[8]。
  - この事態を受けて、施設管理者の東京国際フォーラム、並びに当該公演を主催したソーゴー東京は2月13日に連名で謝罪文を掲載すると伴に、再発防止を約束した[8]。
  - 更に出演者の戸松も自身のブログで、コンサート終了直後に「無事に終わった」とブログを更新していたが[9]、事故の一件を伝えられた後、2月13日に更新されたブログにてコンサート終了時の軽はずみなブログ発言、お詫びが遅れたこと、照明落下事故について謝罪した[10]。
  - なお、施設自体は翌2月11日より通常通り営業を再開している[11]。
- 2024年から2025年にかけて、東京国際フォーラムでは一部施設の経年劣化への対応や設備の更新のため、長期大規模修繕工事に入る（ホールごとに休館スケジュールは異なる）[12]。修繕工事に入るのに伴い、館内地下1階の相田みつを美術館が2024年1月28日で閉館することになった[13]。

### 災害対応
2011年（平成23年）3月11日の東日本大震災では帰宅困難者約4300名を受け入れた。その中には修学旅行からの帰途に東京駅で被災した糸魚川市立糸魚川中学校の生徒183人もいた。その後、3月21日には震災被災者及び福島第一原子力発電所事故の避難者の受入場所に指定された。

### 情報カメラ
東京駅の映像を撮影する為、フジテレビを除く関東の民放キー局が情報カメラ（お天気カメラ）を設置している（日本テレビでは当初、隣の東京ビルに設置していたが、「TOKIA」への建て替えに伴い当所に移設した）。なお、日本テレビでは当所からの映像を、2021年7月頃より「日テレNEWS」のYoutubeにてライブ配信している。

### ロケ地
- 映画『はたらく細胞』で肺のシーンにガラス棟が用いられた。2024年12月13日公開。

## 交通アクセス
- 東日本旅客鉄道（JR東日本）
  - 山手線・京浜東北線 有楽町駅より徒歩1分
  - 京葉線・武蔵野線 東京駅より徒歩5分（地下1階コンコースにて連絡）
- 東京地下鉄（東京メトロ）
  - 有楽町線 有楽町駅下車（地下1階コンコースにて連絡）
- 東京駅丸の内南口より都営バス・東急バス「東京国際フォーラム前」下車